# Olivia Wilde

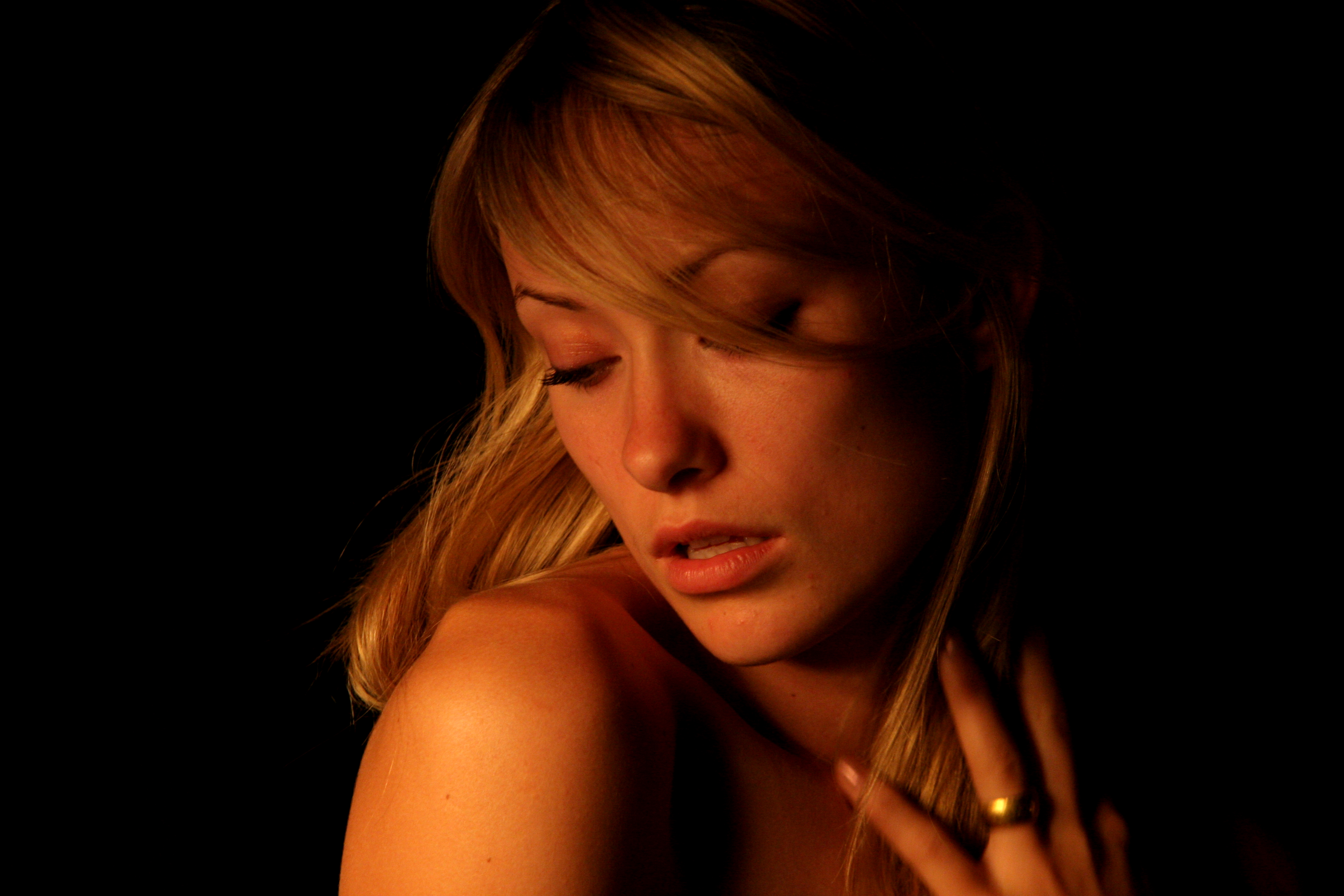
Olivia Wilde (2005)

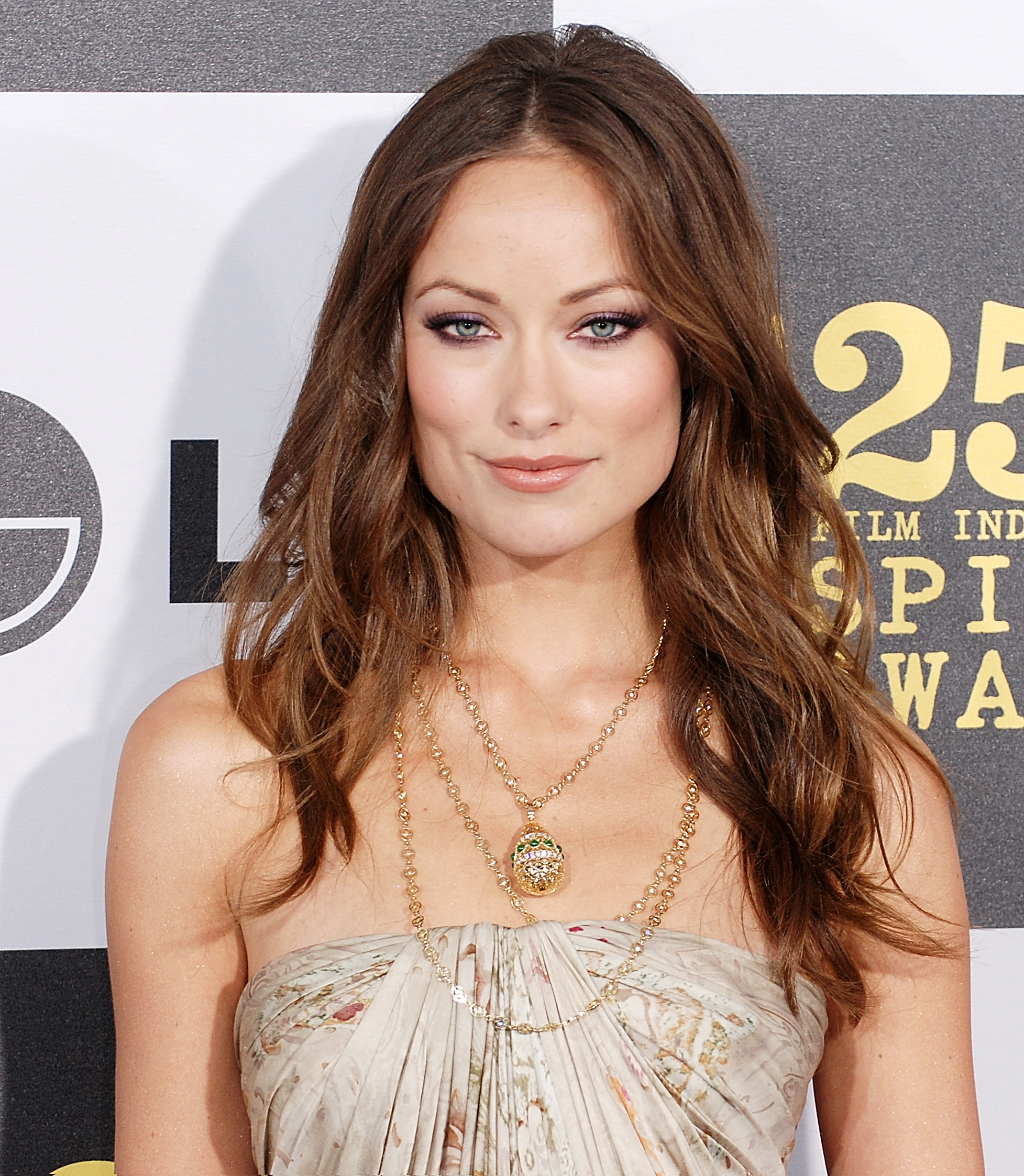
Olivia Wilde (2010)

Olivia Wilde, właśc. Olivia Jane Cockburn (ur. 10 marca 1984 w Nowym Jorku) – amerykańska aktorka i filmowiec. Występowała w roli Remy „Trzynastki” Hadley w serialu medycznym stacji Fox Dr House (2007–2012), a także w filmach: Tron: Dziedzictwo (2010), Kowboje i obcy (2011) oraz Niewiarygodny Burt Wonderstone (2013).

## Życiorys

### Młodość
Urodziła się w Nowym Jorku jako córka Leslie Corkhill (z domu Redlich) i Andrew Mylesa Cockburna. Jej matka to wydawca i dziennikarka magazynu „60 minut”, a jej ojciec, podobnie jak dwóch stryjów – Alexander i Patrick, został dziennikarzem udzielającym się w serwisie politycznym CounterPunch.org. Jej dziadkiem ze strony ojca był Claud Cockburn, pisarz i dziennikarz pochodzenia irlandzkiego. Wychowywała się ze starszą siostrą Chloe Frances (ur. 3 kwietnia 1979) i młodszym bratem Charlesem Philipem (ur. 31 stycznia 1993). O byciu aktorką marzyła, odkąd skończyła dwa lata. Uczęszczała do Georgetown Day School w Waszyngtonie i Phillips Academy w Andover w Massachusetts. Następnie studiowała aktorstwo w The Gaiety School of Acting. Jej pseudonim artystyczny wywodzi się od nazwiska irlandzkiego autora Oscara Wilde’a.

### Kariera
Przed kamery telewizyjne trafiła po raz pierwszy jako Jewel Goldman, córka magnata (Ron Silver) przemysłu pornograficznego w Los Angeles w serialu stacji Fox Skin (2003–2004). Serial miał być uwspółcześnioną wersją Romea i Julii i przedstawiał romans między córką (Olivia Wilde) producenta porno a synem (D.J. Cotrona) prokuratora okręgowego (Kevin Anderson). Wkrótce zadebiutowała na kinowym ekranie w roli Kellie w komedii romantycznej Dziewczyna z sąsiedztwa (The Girl Next Door, 2004) z Emilem Hirschem. W serialu Życie na fali (The O.C., 2004–2005) grała lesbijską barmankę Alex Kelly, która próbuje uwieść Marissę Cooper (Mischa Barton). Znalazła się w obsadzie dramatu kryminalnego Nicka Cassavetesa Alpha Dog (2006) jako Angela Holden, komedii Skradziony notes (Bickford Shmeckler's Cool Ideas, 2006) w roli Sarah Witt, horroru Johna Stockwella Turistas (Turistas: Raj utracony, 2006) jako Bea i dreszczowca Podwójna tożsamość (The Death and Life of Bobby Z, 2007) w roli Elizabeth z Paulem Walkerem.
Przełomem w jej karierze aktorskiej okazała się telewizyjna rola Remy „Trzynastki” Hadley w serialu medycznym stacji Fox Dr House (2007–2012), za którą czterokrotnie zdobyła nominację do Teen Choice Awards. W 2007 zebrała dobre recenzje za rolę sceniczną charyzmatycznej osobowości radiowej talk-show Lauren Chickering w przedstawieniu off-Broadwayowskim Piękno na winorośli (Beauty On The Vine). Jako Quorra w filmie fantastycznonaukowym Josepha Kosinskiego Tron: Dziedzictwo (2010) była nominowana do MTV Movie Award w kategorii najlepsza rola przełomowa.
Wyreżyserowała teledysk zespołu Edward Sharpe and the Magnetic Zeros do utworu „No Love Like Yours” (2016) i wideoklip Red Hot Chili Peppers do piosenki „Dark Necessities” (2016). W 2017 debiutowała na Broadwayu jako Julia w sztuce 1984 u boku Toma Sturridge’a. Za swój debiut reżyserski komedii o dorastaniu Szkoła melanżu (Booksmart, 2019) z Kaitlyn Dever i Billie Lourd została uhonorowana Nagrodą Stowarzyszenia Krytyków Hollywood i Independent Spirit Awards.
Była na okładkach magazynów takich jak „Grazia”, „Glamour”, „Marie Claire”, „Elle”, „Living Well”, „Cosmopolitan”, „Io Donna”, „InStyle”, „Joy”, „Harper’s Bazaar”, „Mini”, „Maxim”, „Diva”, „Women’s Health”, „Max”, „Fashion”, „GQ”, „FHM”, „Vanidades”, „TV Guide” i „Vegas”.

## Życie prywatne

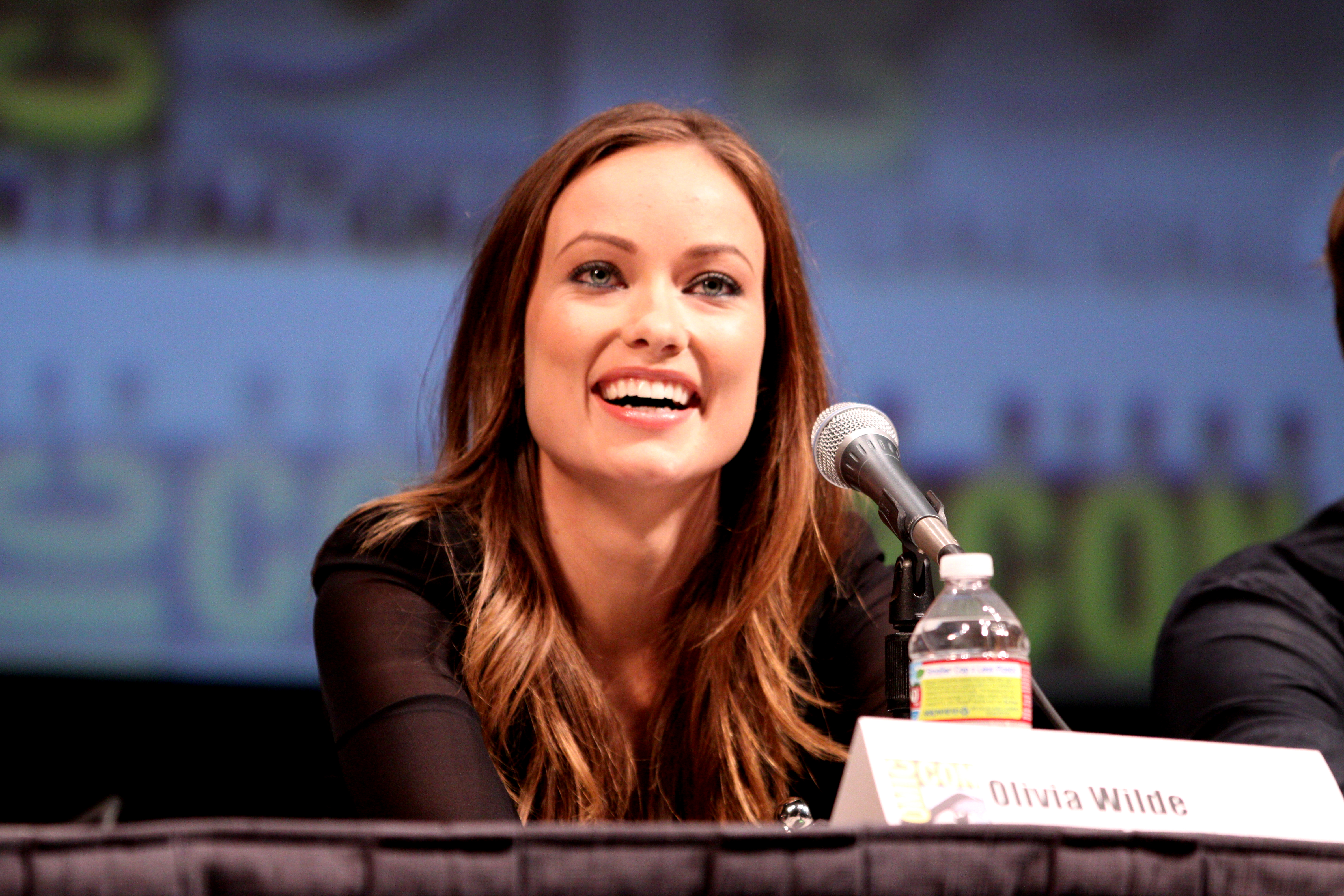
Olivia Wilde na Comic Conie w San Diego (2010)

7 lipca 2003 poślubiła włoskiego księcia Tao Ruspoliego, który zajmuje się tworzeniem filmów dokumentalnych, fotografią i muzyką gitarową flamenco. Uroczystość odbyła się w autobusie szkolnym w Waszyngtonie; zaproszono na nią jedynie świadków pary. Olivia wraz z mężem mieszkała i pracowała w Venice, dzielnicy Los Angeles. 29 września 2011 rozwiedli się. W latach 2011–2020 była związana z aktorem i komikiem Jasonem Sudeikisem. Mają dwoje dzieci: syna Otisa Alexandra (ur. 20 kwietnia 2014) i córkę Daisy Josephine (ur. 11 października 2016).

## Filmografia
| FILMY | FILMY                          | FILMY                        |
| Rok   | Film                           | Rola                         |
| ----- | ------------------------------ | ---------------------------- |
| 1995  | Meeting Magdalene              | Magdalene                    |
| 2004  | Dziewczyna z sąsiedztwa        | Kellie                       |
| 2005  | Rozmowy z innymi kobietami     | Druhna                       |
| 2006  | Alpha Dog                      | Angela Holden                |
| 2006  | Skradziony notes               | Sarah Witt                   |
| 2006  | Camjackers                     | Sista Strada                 |
| 2006  | Turistas                       | Bea                          |
| 2007  | Podwójna tożsamość             | Elizabeth                    |
| 2008  | Fix                            | Bella                        |
| 2009  | Rok pierwszy                   | Księżniczka Inanna           |
| 2010  | Dla niej wszystko              | Nicole                       |
| 2010  | Tron: Dziedzictwo              | Quorra                       |
| 2011  | Kowboje i obcy                 | Ella Swenson                 |
| 2011  | Zamiana ciał                   | Sabrina McArdle              |
| 2011  | Jak po maśle                   | Brooke                       |
| 2011  | Wyścig z czasem                | Rachel Salas                 |
| 2011  | W zamknięciu                   | Mia Conlon                   |
| 2011  | Free Hugs                      | Head Hooper                  |
| 2012  | Między wierszami               | Daniella                     |
| 2012  | Deadfall                       | Liza                         |
| 2012  | Ludzie jak my                  | Hannah                       |
| 2013  | Kumple od kufla                | Kate                         |
| 2013  | Niewiarygodny Burt Wonderstone | Jane                         |
| 2013  | Wyścig                         | Suzy Miller                  |
| 2013  | Miasta miłości                 | Anna                         |
| 2013  | Ona                            | Dziewczyna z randki w ciemno |
| 2014  | Romans na haju                 | Elizabeth Roberts            |
| 2014  | Bardzo długi tydzień           | Beatrice Fairbanks           |
| 2015  | Projekt Lazarus                | Zoe                          |
| 2015  | Meadowland                     | Sarah                        |
| 2015  | Kochajmy się od święta         | Eleanor                      |
| 2018  | Strażniczka                    | Sadie                        |
| 2018  | To właśnie życie               | Abby                         |
| 2019  | Richard Jewell                 | Kathy Scruggs                |
| 2021  | How It Ends                    | Ala                          |
| 2022  | Nie martw się, kochanie        | Bunny                        |
| 2022  | Babilon                        | Ina Conrad                   |

| SERIALE   | SERIALE                        | SERIALE                                         |
| Rok       | Film                           | Rola                                            |
| --------- | ------------------------------ | ----------------------------------------------- |
| 2003      | Skin                           | Jewel Goldman                                   |
| 2004-2005 | Życie na fali                  | Alex Kelly                                      |
| 2007      | The Black Donnellys            | Jenny Reilly                                    |
| 2007-2012 | Dr House                       | Dr Remy „Trzynastka” Hadley                     |
| 2014-2015 | Portlandia                     | Brit                                            |
| 2015      | Doll & Em                      | Olivia                                          |
| 2016      | Vinyl                          | Devon Finestra                                  |
| GŁOS      |                                |                                                 |
| 2010      | Tron: Evolution                | Quorra                                          |
| 2010      | Tron: Evolution – Battle Grids | Quorra                                          |
| 2012      | Tron: Rebelia                  | Quorra                                          |
| 2012      | Robot Chicken                  | Rosemary Woodhouse / Groupie / Flight Attendant |
| 2014      | Amerykański tata               | Denise                                          |
| 2014-2015 | BoJack Horseman                | Charlotte Moore                                 |
| WIDEO     |                                |                                                 |
| 2009      | The Ballad of G.I. Joe         | Baroness                                        |
| 2010      | Weird: The Al Yankovic Story   | Madonna                                         |
| 2016      | Dark Necessities               | Red Hot Chili Peppers                           |

Źródło: IMDb.